# Montse Frisach i Carmona
Montse Frisach i Carmona (Ripollet, Vallès Occidental, 1965) és una periodista, crítica d'art i comissària d'exposicions catalana especialitzada en arts visuals i cultura.
Montse Frisach ha desenvolupat la seva trajectòria professional escrivint sobre temes artístics i musicals en diversos mitjans de comunicació culturals. Així, va ser redactora cultural al diari Avui i, posteriorment, a El Punt Avui. També ha estat col·laboradora de mitjans com El Temps de les Arts i Catorze. Ha comissariat l'exposició en línia «Una rapsòdia visual» de la Xarxa de Museus d'Art de Catalunya (XMAC); «Convidats & amfitrions» al Museu Frederic Marès i «Visites inesperades» al Museu d'Art de Cerdanyola i al Museu de l'Empordà de Figueres.
Frisach, que ha col·laborat com a redactora i storyteller en diverses galeries d'art i institucions museístiques publiques i privades, com el Museu Picasso de Barcelona o el Museu Nacional d'Art de Catalunya, entre d'altres, és membre de l'Associació Catalana de Crítics d'Art, i ha guanyat els premis GAC (Galeries d'Art de Catalunya) en l'apartat de crítica (2914), i ACCA (Associació Catalana de Crítics d'Art) a la crítica d'art.